# Dolmen de la Gutina
Plantilla:Confusisió
El dolmen de la Gutina és un dolmen situat al terme municipal de Sant Climent Sescebes, (Alt Empordà), inclòs a l'Inventari del Patrimoni Arqueològic i Paleontològic de Catalunya.
Es troba a l'antic camí que comunicava Espolla amb Vilartolí, en el paratge anomenat la Gutina. És un dolmen que presenta un excel·lent estat de conservació i una mostra clara del que són aquests tipus de monuments.
Documentat per primer cop l'any 1316, fou visitat pel mateix investigador francès que l'any 1866 va visitar el veí dolmen de la cabana Arqueta i que ha restat en l'anonimat. L'any 1879, va ser citat per Antoni Balmanya i Ros. No fou fins al 1923 quan Pere Bosch i Gimpera i Lluís Pericot i Garcia hi realitzaren la primera excavació. Entre les diverses restes trobades, cal destacar un vas campaniforme internacional mixt (bandes impreses i cordes) reconstruït sencer, i un micròlit geomètric en segment de cercle de sílex melat, tots trobats durant l'excavació de l'any 1982, realitzada per Josep Tarrús i Galter i Júlia Chinchilla i Sánchez. Estan dipositats al Museu Arqueològic de Sant Pere de Galligants (Girona).
Data aproximada de construcció: entre 3500-3200 aC.